# Podedwórze
Podedwórze – wieś w Polsce położona w województwie lubelskim, w powiecie parczewskim, siedziba gminy Podedwórze.
W latach 1947–1954 miejscowość była siedzibą gminy Opole, następnie od 1954 do 1973 siedzibą gromady Podedwórze. W latach 1975–1998 miejscowość administracyjnie należała do województwa bialskopodlaskiego.
Wieś jest sołectwem siedzibą  gminiy Podedwórze. Według Narodowego Spisu Powszechnego z roku 2011 wieś liczyła 450 mieszkańców.
Podedwórze jest siedzibą rzymskokatolickiej parafii Podwyższenia Krzyża Świętego.
W miejscowości znajdują się dwa kościoły:
- parafialny pw. Podwyższenia Krzyża Świętego („czerwony”), wybudowany w latach 1911–1914.
- filialny pw. Zwiastowania Najświętszej Marii Panny („biały”), wybudowany w latach 1805–1811. W jego krypcie pochowany został gen. Filip Hauman.[9]

Ponadto w Podedwórzu znajdują się:

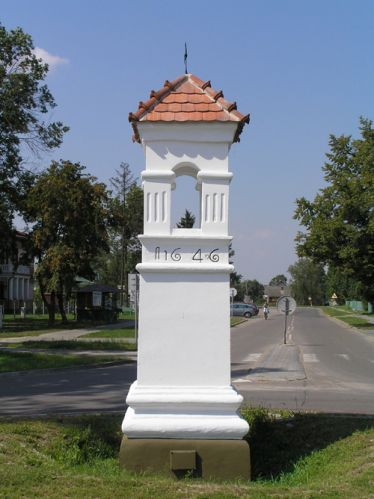
Kapliczka z 1646 r.

- kapliczka murowana z 1646 r. z wizerunkiem Jezusa Frasobliwego, usytuowana na skrzyżowaniu dróg Wisznice – Kodeniec i Mosty – Jabłoń;
- pomnik z 1807 r., wystawiony przez synów Józefa Szlubowskiego – Jana i Ignacego na cześć rodziców, fundatorów kaplicy (kościoła „białego”);
- pomnik ku czci żołnierzy poległych w latach 1919–1920
- pomnik upamiętniający walkę z hitlerowskim najeźdźcą.[10]

Urodził się tu Edward Duda (1922–1993) – działacz ludowy.